# Pepsis grossa
Pepsis grossa (лат.) — вид дорожных ос рода Pepsis (подсемейство Pepsinae), ранее более известный под названием Pepsis formosa. Одна из самых больших дорожных ос в мире (длиной до 5 см). Укусы этого насекомого по уровню воздействия на человека и испытываемых людьми болевых ощущений являются одними из наиболее сильных по сравнению с укусами других жалящих перепончатокрылых.
Символ штата Нью-Мексико.

## Распространение
Ареал вида охватывает часть Северной Америки (США, Мексика, страны Карибского бассейна), а также север Южной Америки.

## Описание
Основная окраска тела чёрная, крылья оранжевые или чёрные. Размеры крупные: длина самца — от 24 до 40 мм, длина самок — от 30 до 51 мм.
Усики самок состоят из 12 сегментов. У самцов — более толстые и более прямые антенны и семь видимых брюшных сегментов; у самок — более узкие, скрученные усики и шесть видимых брюшных сегментов. Самцы P. grossa отличаются от всех прочих видов рода Pepsis, так как имеют только 12-члениковые усики (скапус, педицель и 10 флагелломеров). Самцы всех прочих видов имеют 13-члениковые усики (в них 11 флагелломеров).

## Биология
Эти осы охотятся почти исключительно на крупных пауков-птицеедов семейства Theraphosidae, а основным видом, на который охотится P. grossa в Северной Америке, является техасский коричневый тарантул Aphonopelma hentzi (Aphonopelma), достигающий в размахе ног десяти сантиметров.

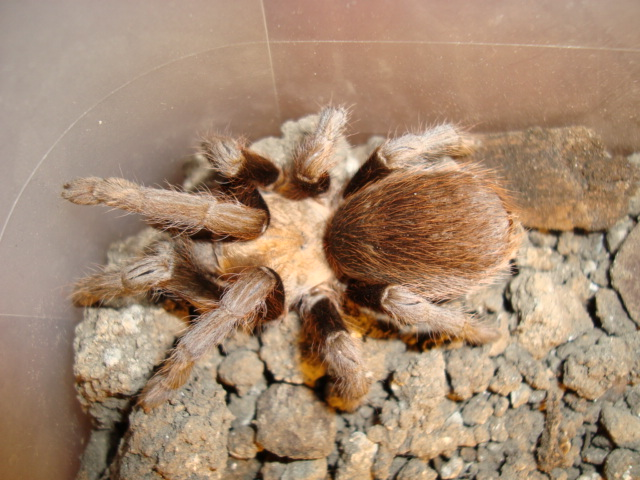
Паук Aphonopelma hentzi, основная жертва осы

Имаго кормятся нектаром на цветках различных растений, но личинкам осы приносят пищу животного происхождения. Самки осы охотятся в сумеречное время, избегая яркого дневного солнца, летая низко над землей, обнаруживая свою добычу с помощью зрения или запаха, возможно, обнаруживая занятые норы по запаху шелковой шторы, которую паук плетёт над входом. Самки во время охоты на субстрате довольно интенсивно вибрируют крыльями и усиками. Когда самка готова отложить яйца, она ищет паука и жалит его парализующим ядом в место между основанием ног. Затем она тащит тарантула в нору и откладывает яйцо на парализованную жертву. Спустя несколько дней из яйца выводится личинка, которая питается всё ещё живым пауком.
Выросшая личинка плетет шёлковый кокон вокруг себя и превращается в куколку. Охотясь на пауков, самка выбирает более крупные экземпляры, обычно самок, для откладывания на них оплодотворенных яиц, из которых получаются самки ос. Неоплодотворенные яйца оса откладывают на захваченных самцов пауков, и они выводятся в самцов ос.
По наблюдениям в штате Техас (в парке Big Bend Ranch State Park), выявлено четыре основных вида растений (они вместе составляют 73,6 % от всех растений), на которых осы питаются нектаром. Это обладающие ядовитым млечным соком виды из рода Ваточник (Asclepias texana и Asclepias sperryi, семейство Кутровые), мексиканский конский каштан Ungnadia specisosa (Сапиндовые) и медовый мескито Prosopis glandulosa (Бобовые). Осы рода Pepsis рассматриваются в качестве важных опылителей видов ваточника, которые считаются вредными сорняками, поскольку они ядовиты для выпаса скота.
P. grossa формируют многовидовые и состоящие из представителей разных полов группы, которые, по-видимому, носят оборонительный характер и, вероятно, помогают находить ресурсы и возможности для спаривания.

## Значение и мимикрия
Насекомое обладает длинным жалом и по шкале силы ужалений Шмидта имеет один из самых сильных ядов (4,0) среди всех насекомых (у медоносных пчёл — лишь 2,0), сравнимый лишь с «муравьём-пулей» Paraponera clavata, у которого этот показатель превышает 4,0.
Осы производят большое количество яда, и при укусе люди испытывают немедленную и интенсивную, но кратковременную боль. Сам яд, однако, не очень токсичен. Летальность этого яда, равная 65 мг/кг для мышей, показывает, что защитная ценность укуса и яда полностью основана на боли. Эти болезненные ощущения, испытываемые потенциальным хищником, также создают благоприятную основу для эволюции апосематической предупреждающей окраски, апосематического запаха и мюллерового комплекса мимикрии, включающего большинство близких видов этого рода, а также бейтсовской мимикрии с другими безвредными видами насекомых.
Несколько видов членистоногих мимикрируют под опасную и ядовитую осу по типу бейтсовской мимикрии, чем спасают себя от назойливого внимания различных хищников. Ктырь Wyliea mydas мимикрирует под ос Pepsis grossa и P. thisbe и своей сходной с ними окраской (чёрное тело с оранжевыми крыльями) и своеобразным поведением (совершают «жалящие» движения телом, обнажая гениталии на кончике брюшка, как если бы это было жало). Сходные особенности демонстрируют муха Mydas xanthopterus из семейства Mydidae, другие двукрылые (Diptera), жесткокрылые (Coleoptera), чешуекрылые, саранчовые, и перепончатокрылые (Hymenoptera).

## Таксономия

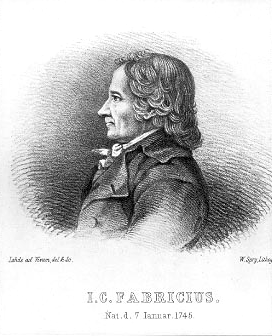
Иоганн Фабриций, автор первого описания осы

Вид был впервые описан в 1798 году датским энтомологом Иоганом Фабрицием (Johan Christian Fabricius; 1745—1808) под первоначальным названием Sphex grossa Fabricius, 1798 и независимо от него в 1823 году американским энтомологом Томасом Сэем (Thomas Say, 1787—1834) под названием Pompilus formosus Say, 1823, которое имело широкое применение в научной и популярной литературе. Именно под этим названием насекомое было избрано официальным символом штата Нью-Мексико. Использовались и другие невалидные имена этой осы. В 2002 году таксон Pepsis formosa (Say, 1823) был синонимизирован с видом P. grossa в ходе родовой ревизии, проведённой британским гименоптерологом C. R. Vardy (Harefield, Middlesex, Великобритания).

## В культуре
В 1989 году оса Pepsis grossa (под именем Pepsis formosa, в США более известная как Tarantula Hawk Wasp) была признана официальным государственным насекомым штата Нью-Мексико. По инициативе учащихся школ Эджвуда (Нью-Мексико), проводивших исследования в штатах, в которых уже были приняты символы насекомых, они выбрали трёх насекомых в качестве кандидатов и отправили по почте бюллетени для голосования во все школы штата Нью-Мексико для общегосударственных выборов. В рамках проекта учащиеся присутствовали на законодательных слушаниях в Санта-Фе, когда был представлен законопроект. Избирательный бюллетень по выбору государственного насекомого для Нью-Мексико (Official State Insect of New Mexico) был получен примерно от 10 тысяч учеников четвёртого, пятого и шестого классов из 100 школ Нью-Мексико. При подсчёте выяснилось, что оса была выбрана подавляющим большинством голосов, получив более 50 % голосов. 3 апреля 1989 года губернатор Нью-Мексико Гарри Каррутерс подписал законопроект № 468 Палаты представителей штата, в котором говорилось, что оса Pepsis formosa является официальным насекомым штата Нью-Мексико.
В 2016 году американский видеоблогер и специалист по дикой природе Койот Питерсон испытал на себе жало осы Pepsis grossa, и снял эксперимент на видео[значимость факта?].